# Žofie Chotková, Công tước xứ Hohenberg
Žofie Chotková, Công tước xứ Hohenberg (tiếng Séc: Žofie Marie Josefína Albína hraběnka Chotková z Chotkova a Vojnína; tiếng Đức: Sophie Marie Josephine Albina Gräfin Chotek von Chotkow und Wognin; 1 tháng 3 năm 1868 – 28 tháng 6 năm 1914) là vợ của Franz Ferdinand của Áo, người thừa kế ngai vàng Đế quốc Áo-Hung. Vụ ám sát hai vợ chồng ở Sarajevo đã gây ra một loạt các sự kiện dẫn đến Chiến tranh thế giới thứ nhất bốn tuần sau đó.
Žofie sinh trưởng trong gia đình quý tộc thuộc Nhà Chotek, bố mẹ bà đều sở hữu danh hiệu Bá tước của Đế chế Áo và trước đó, tổ tiên bà đã được nâng lên hàng quý tộc trong Đế chế La Mã Thần thánh ít nhất là từ thế kỷ XIV. Tuy nhiên, theo luật Salic, tuy gia đình bà là quý tộc nhưng không phải là một triều đại cai trị, nên cuộc hôn nhân của bà với Đại công tước Franz Ferdinand là không đăng đối và bị hoàng gia Habsburg-Lothringen ngăn cản. 

## Thân thế và dòng dõi
Nữ bá tước Žofie Chotková von Wognin sinh ra tại Stuttgart, là đứa con thứ năm và là con gái thứ tư của Bá tước Bohuslav Chotek von Chotkow und Wognin và Nữ bá tước Wilhelmine Kinsky von Wchinitz und Tettau. Cha bà là một quý tộc Bohemia, theo huyết thống là thành viên của một gia tộc lâu đời đến từ Nhà Chotek, từng là Đại sứ Áo tại các triều đình hoàng gia của Stuttgart, Sankt-Petersburg và Bruxelles.
Khi còn trẻ, Žofie đã trở thành thị nữ của Đại công tước phu nhân Isabella, vợ của Đại công tước Friedrich, Công tước xứ Teschen, người đứng đầu nhánh Bohemia của Vương tộc Habsburg-Lothringen.

## Mối quan hệ với Franz Ferdinand của Áo
Không rõ Žofie lần đầu gặp Đại công tước Franz Ferdinand ở đâu, mặc dù có thể là tại một buổi dạ hội ở Praha năm 1894. Franz Ferdinand, người đóng quân tại một đơn vị đồn trú quân sự ở Prague, thường xuyên đến thăm Lâu đài Halbturn, nơi ở của Đại công tước Friedrich, và người ta cho rằng ông đã yêu con gái cả của Friedrich là Maria Christine Isabelle của Áo. Mối quan hệ này đã được Đại công tước phu nhân Isabella phát hiện, bản thân bà chỉ sinh ra trong một triệu đại đã bị sáp nhập trong Hòa giải Đức (Vương tộc Croÿ). Khi Isabella phát hiện ra chiếc mặt dây chuyền của Franz Ferdinand nằm trên sân tennis, bà đã mở nó ra, mong đợi một bức ảnh của con gái mình. Thay vào đó, chiếc mặt dây chuyền lại chứa một bức ảnh của Žofie. Từ đó, một vụ bê bối đã xảy ra.

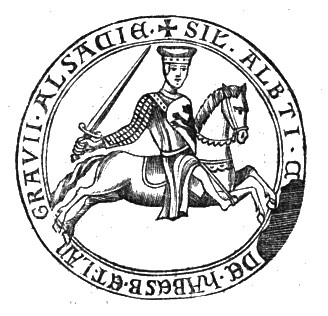
Con dấu của Albrecht IV xứ Habsburg, tổ tiên chung của Žofie và Franz Ferdinand.

Franz Ferdinand đã trở thành người thừa kế ngai vàng sau vụ tự tử của anh họ là Thái tử Rudolf vào năm 1889 và cái chết của cha ông là Đại công tước Karl Ludwig vì bệnh thương hàn vào năm 1896. Vì vậy, bác của ông, Hoàng đế Franz Joseph I, đã thông báo với ông rằng ông không thể kết hôn với Žofie, người không thể trở thành Hoàng hậu. Để trở thành hoàng hậu đủ điều kiện cho bất kỳ thành viên nào của Hoàng gia Habsburg, một người cần phải thuộc về một trong những triều đại đang trị vì hoặc đã từng trị vì của châu Âu. Mặc dù gia đình Chotek là quý tộc kể từ ít nhất là thế kỷ 14 và đã được phong làm bá tước của Đế quốc La Mã Thần thánh vào năm 1745, nhưng họ không thuộc cấp bậc triều đại (mặc dù Žofie cũng có dòng máu hoàng gia vì cũng là hậu duệ của gia tộc Habsburg, đặc biệt là từ Matilda xứ Habsburg, con gái của Rudolf I của Đức, người cũng là tổ tiên của Franz Ferdinand).
Franz Ferdinand từ chối bỏ Žofie để kết hôn với người ngang hàng và sinh ra người thừa kế ngai vàng, làm trầm trọng thêm vụ bê bối xung quanh cái chết và mối quan hệ bất chính của người thừa kế trước của hoàng đế.

## Kết hôn với Franz Ferdinand của Áo
Vào năm 1899, dưới áp lực từ các thành viên trong gia đình (đặc biệt là Đại công tước phu nhân Maria Teresa, em dâu đáng gờm của hoàng đế và là mẹ kế của Franz Ferdinand), cặp đôi đã được phép kết hôn. Franz Ferdinand được phép giữ nguyên vị trí của mình trong thứ tự kế vị và một tước hiệu phù hợp đã được hứa hẹn sẽ trao cho người vợ tương lai của ông. Tuy nhiên, để ngăn chặn Franz Ferdinand cố gắng tuyên bố vợ mình là hoàng hậu của đế chế hoặc tuyên bố những đứa con tương lai của họ là người thừa kế đế chế và do đó đủ điều kiện để thừa kế vương miện (đặc biệt là ở Vương quốc Hungary, nơi mà luật pháp không cho phép quý tiện kết hôn) một khi lên ngôi. Ông buộc phải xuất hiện tại Cung điện Hoàng gia Hofburg trước các đại công tước, bộ trưởng và các chức sắc của triều đình, Hồng y-Tổng giám mục của Viên và Giáo chủ Hungary vào ngày 28 tháng 6 năm 1900 để ký một văn bản chính thức trong đó ông tuyên bố công khai rằng Žofie sẽ là người vợ không đăng đối, không bao giờ mang danh hiệu hoàng hậu hoặc Đại công tước phu nhân, và thừa nhận rằng con cháu của họ sẽ không được thừa kế hoặc được cấp các quyền hoặc đặc quyền của triều đại ở bất kỳ vương quốc Habsburg nào.
Žofie và Franz Ferdinand kết hôn vào ngày 1 tháng 7 năm 1900 tại Reichstadt (nay là Zákupy) ở Bohemia. Hoàng đế không tham dự lễ cưới, cũng như không có bất kỳ đại công tước nào, bao gồm cả anh em của Franz Ferdinand. Những thành viên duy nhất của gia đình Hoàng gia có mặt là mẹ kế của Franz Ferdinand, Đại công tước phu nhân Maria Teresa, và hai cô con gái của bà, Nữ đại công tước Maria Annunziata và Elisabeth Amalie.
Sau khi kết hôn, Žofie được trao tước hiệu Fürstin von Hohenberg ("Nữ thân vương xứ Hohenberg") với kính xưng Durchlaucht ("Serene Highness"). Năm 1909, bà được phong làm Herzogin (Nữ công tước) và nhận được kính xưng cao hơn là Hoheit ("Điện hạ").
Tuy nhiên, tất cả các nữ đại công tước, nữ thân vương và nữ bá tước của Áo và Hungary thuộc triều đại hoà giải đều có địa vị cao hơn bà. Trong 14 năm chung sống, Žofie không bao giờ được hưởng địa vị ngang hàng với chồng. Địa vị của bà tại triều đình Đế quốc là điều đáng xấu hổ, càng trở nên trầm trọng hơn bởi Obersthofmeister của Đế quốc, Alfred, Thân vương thứ 2 xứ Montenuovo, người được cho là đã bất an về xuất thân quý tộc của mình đã thúc đẩy ông thực thi nghiêm ngặt nghi thức triều đình. Các vấn đề về nghi thức đã ngăn cản nhiều triều đình hoàng gia tiếp đón cặp đôi mặc dù Franz Ferdinand là người thừa kế ngai vàng. Tuy nhiên, một số người đã làm như vậy, bao gồm Vua George V và Vương hậu Mary của Vương quốc Anh, những người đã nồng nhiệt chào đón cặp đôi đến Lâu đài Windsor từ ngày 17 đến ngày 21 tháng 11 năm 1913. Cha của Mary là Franz xứ Teck cũng là con của một cuộc hôn nhân không đăng đối và bị các gia đình hoàng gia ở châu Âu xa lánh.